# Kotelinde van Sankt Gallen
Kotelinde was een kluizenares in de abdij van Sankt Gallen, gelegen in St. Gallen in Zwitserland. Ze werd geboren in de tiende eeuw en stierf in de elfde eeuw, op zeventien september 1015. 

## Kluizenaars
Kotelinde was een kluizenaar in de hoge middeleeuwen. Kluizenaars waren christenen die zich, voor al dan niet gelovige redenen, teruggetrokken hadden uit de maatschappij en zichzelf opsloten. Dit wordt bevestigd door de oorsprong van hun naam. Kluizenaar, of 'recluse' in het Engels, komt van het Griekse woord “kleiō”. “Kleiō” kan vertaald worden als “sluiten” of als “opsluiten”.
Het terugtrekken uit de maatschappij van de kluizenaars lijkt op het gebruik van heremieten. Dit gebruik stamt af van kerkvaders die zich ook uit de maatschappij teruggetrokken hadden en de wildernis (woestijn) opzochten. Heremieten en kluizenaars werden in verschillende periodes (waaronder vroege christendom) als het hoogtepunt van het christendom gezien.  Dit komt doordat hun wijze van leven op dat van sommige kerkvaders lijkt.
Kluizenaars behoorden echter niet tot de clerus en waren seculiere Kanunniken. Ze werden dus niet beschermd door het kerkelijk recht, maar werden ook niet verplicht om een eed van armoede te zweren en hun bezit af te staan. Vrouwen zoals Kotelinde die hun leven toewijden aan hun religie werden soms ook beschreven als bruiden van Christus.

## Klooster van St. Gallen en Wiborada

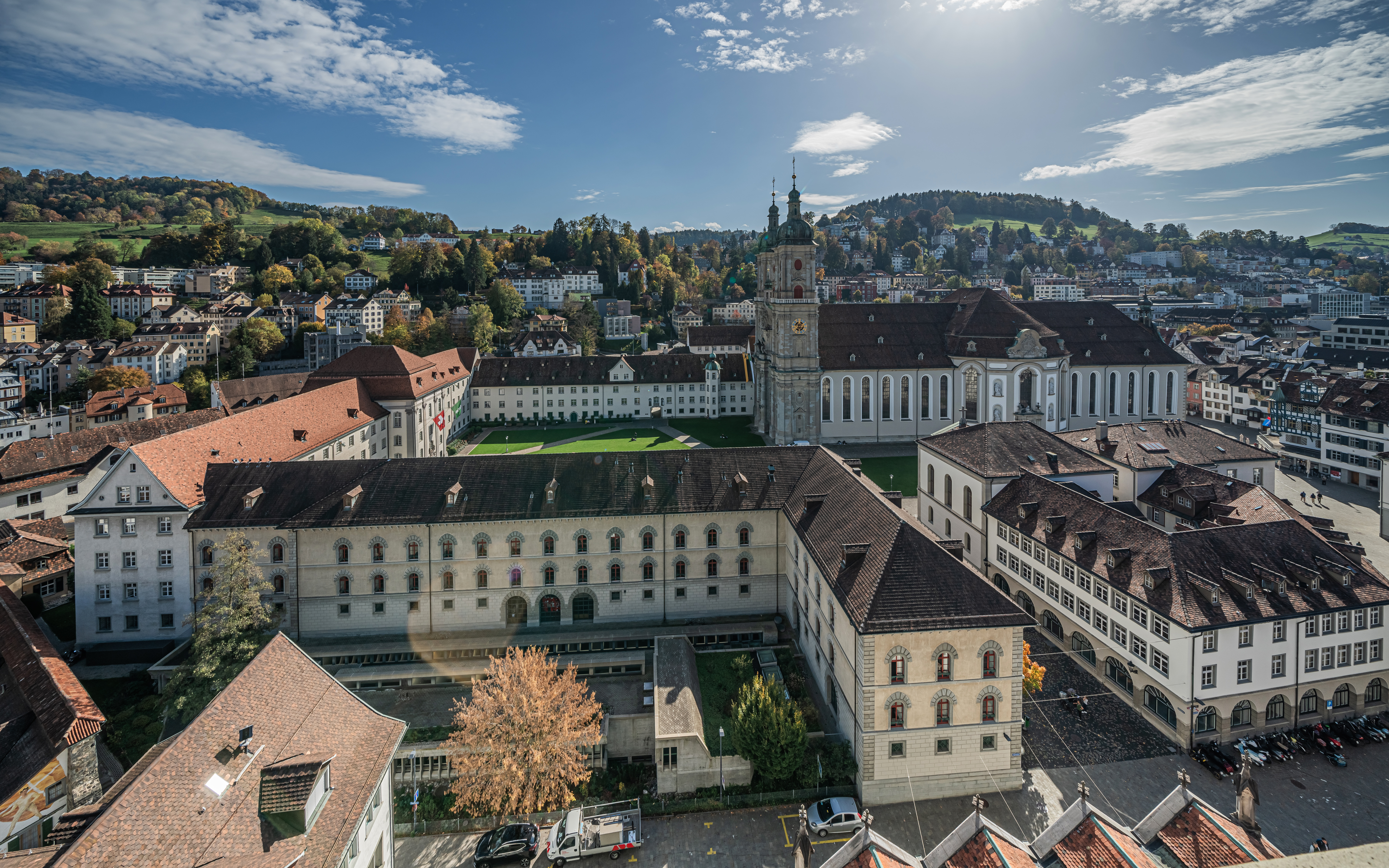
Abdij Sankt Gallen

De heilige Wiborada en Kotelinde leefden beide in de tiende en elfde eeuw, waardoor Kotelinde Wiborada als haar voorbeeld zag en hierdoor ook kluizenares werd. Dit is af te leiden uit een van de overgebleven teksten ‘Waldregel’ uit de abdijbibliotheek van St. Gallen. Daarin wordt Kotelinde vermeld als een van de opvolgsters van Wiborada.  Wiborada was een kluizenares in St. Gallen die in 1047 n.C. heilig werd verklaard, als gevolg van haar martelaarsdood in 926 bij de inval van de Hongaren. In 912 kwam ze naar St. Gallen, waar ze zich opsloot in een cel aan de Sint-Joriskerk die ten zuiden boven de kloosters lag. Veel vrouwen volgden haar voorbeeld en vestigden zich rond haar, met als gevolg dat ze de oprichtster werd van het kluizenaressenschap in Sankt Gallen. In 916 werd ze voor haar hele leven in een cel geplaatst aan de Sint-Magnuskerk. Sindsdien was ze ook de vrouwelijke adviseur voor clerus, adel en bevolking van St.Gallen. 
De abdij van St. Gallen, waaraan Kotelinde verbonden was, beschikte over veel kennis. Het overdragen van kennis gebeurde formeel via scholen maar ook informeel via relaties in het klooster. Deze informele kennisoverdracht wordt ook beschreven door Ekkehart IV in zijn Casus Sancti Galli, waarin hij Kotelinde vermeldt.

## Vermeldingen
Er zijn weinig vermeldingen over Kotelindes leven terug te vinden. De eerste vermelding bevindt zich in de ‘Casus Sancti Galli’, geschreven door Ekkehard IV. In hoofdstuk 93 waar Ekkehard II abt Ruodman bezoekt, wordt Kotelinde vermeld. Ekkehart II is op weg naar Hadewich en abt Ruodmann plaagt hem met “gelukkige, jij die grammatica moet leren aan zo’n mooie student.” Waarop Ekkehard II antwoordt: “Net als jij, heilige des Heren, die ooit als dierbare leerling dialectiek leerde aan de mooie non Kotelind.” Hieruit valt af te leiden dat abt Ruodmann Kotelinde dus onderwijs heeft gegeven. Veel informatie over hem is echter niet beschikbaar.
De tweede bron is het necrologium genaamd ‘Dioeceses Augustensis, Constantiensis, Curiensis’ onder het deel ‘Libri anniversariorum et necrologium monasterii sancti Galli’. Hierin vinden we de sterfdatum terug van zowel Kotelinde als haar leraar Ruodman. We lezen onder de maand september: “XVII kal. Ann. Remedii (ob. Kotelinde recluse)”  Wat betekent dat ze op zeventien september 1015 gestorven is. Bij haar leraar Ruodman lezen we: “IV kal. (ob. Ruodmanni m. atque pb.)”  Wat betekent dat Ruodman gestorven is op vier september als ‘magister’, meester of leraar, en als de ‘beatissime pater”, de allerheiligste vader. 
De laatste bron is de ‘Waldregel’, een boek uit de abdijbibliotheek van St. Gallen. Het boek stamt uit omstreeks de negende of tiende eeuw en werd door monnik Grimlaicus geschreven. Het bevat een vroegmiddeleeuwse Hoogduitse vertaling van de ‘Regula Solitariorum’ en bevat ook nog gebeden en de armoede van de monnik. Het was in het bezit van de Sint-Joriskerk, net buiten het klooster van Sankt-Gallen, waar Wiborada ook haar eerste jaren als kluizenares doorbracht. 